# أدولفو باينز
أدولفو باينز (بالإسبانية: Adolfo Baines Pilart) هو لاعب كرة قدم إسباني، ولد في 15 فبراير 1972 في Isaba ‏ في إسبانيا. لعب مع أوساسونا ب وخيمناستيك طركونة ولوغرونيس وميلتون كينز دونز ونادي بطليوس ونادي تينيريفي ونادي خيتافي ونادي ليتشويس ونادي هويسكا.

## وصلات خارجية
- أدولفو باينز على موقع قاعدة بيانات كرة القدم.إي يو (الإنجليزية)
- أدولفو باينز على موقع Soccerbase.com (لاعب) (الإنجليزية)